# رفن
رفن، روستایی از توابع بخش میانکوه شهرستان اردل در استان چهارمحال و بختیاری ایران است.

## جمعیت
این روستا در دهستان میانکوه قرار دارد و براساس سرشماری مرکز آمار ایران در سال ۱۳۸۵، جمعیت آن ۸۶۳ نفر (۱۹۸خانوار) بوده‌است.
جاذبه های گردشگری روستا
داشتن هوای مطبوع و دلپذیر و رودخانه طبیعی و پوشش غنی گیاهی و جانوری و قرار داشتن در محدوده منطقه حفاظت شده هلن بر جذابیت های این روستا افزوده است . مردم روستا:مردمی خون گرم ، خوش رو ، نجیب ، مهربان و در کل مهمان نواز که این فرهنگ مردم را از دیگر مردم منطقه متمایز میکند .

- فهرست روستاهای شهرستان اردل
- فهرست روستاهای ایران

- «نتایج سرشماری عمومی نفوس و مسکن ۱۳۸۵». درگاه ملی آمار ایران. بایگانی‌شده از اصلی در ۱ ژانویه ۲۰۱۳. دریافت‌شده در ۱ ژانویه ۲۰۱۳.